# 反対色過程
反対色過程（はんたいしょくかてい、英: Opponent process）とは、ヒトの視覚系が視細胞からの信号を対立するように処理する色覚のメカニズムである。反対色過程には3つの反対色チャンネルがあり、赤と緑、青と黄、黒と白（輝度）のペアで構成されていると考えられている。この理論は、1878年にドイツの生理学者エヴァルト・ヘリングによって反対色説（はんたいしょくせつ、英: opponent color theory）として初めて発表された。

## 色彩理論

### 補色
明るい色（赤など）をしばらく見つめた後、白いフィールドを見ると、補色残像が知覚される。また、補色を組み合わせるか混ぜると、それらは「互いに打ち消し合い」、ニュートラル（白またはグレー）になる。つまり、補色は決して混合物として認識されない。「緑がかった赤」や「黄がかった青」は存在しない。補色はお互いに引き立てあうように振る舞い、最も強い色のコントラストを生む。補色は「反対色」とも呼ばれ、反対色過程で使用される。

### ユニーク色相

実験に基づくNCSの反対色のペア。黒、白、4つのユニーク色相。

反対色チャンネルの極端を定義する色は、ユニーク色相と呼ばれる。エヴァルト・ヘリングは、最初にユニーク色相を赤、緑、青、黄と定義し、これらの色を同時に知覚することはできないと考えた。たとえば赤と緑の両方を同時に感じるような色は存在しない。ユニーク色相は実験的に洗練されており、現代では353°（カーマインレッド）、128°（コバルトグリーン）、228°（コバルトブルー）、58°（黄）の平均色相角で表される。
ユニーク色相は個人によって異なる場合があり、色覚異常や色順応による色覚の変化を測定するために心理物理学の研究でよく使用される。実験的にユニーク色相を定義する際には、被験者間でかなりのばらつきがあるが、個々人のユニーク色相は非常に一貫性があり、数ナノメートル以内である。

## 生理学的根拠

### LMS色空間との関係

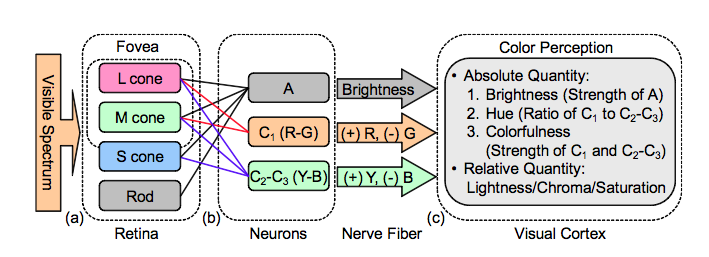
反対色過程の図

輝度と色コントラストの空間コントラスト感度関数の対数対数プロット

ヤング＝ヘルムホルツの三色説とへリングの反対色説は対立関係であると当初考えられていたが、やがて三色説によって表現された3種類の錐体細胞から信号が、次の段階で反対色過程として処理されるメカニズムが明らかになった。
ほとんどの人間は網膜に3つの異なる錐体を持っており三色色覚となる。色はこれら3種類の錐体の比例励起、つまり量子の補足によって決定される。各種類の錐体の励起レベルはLMS色空間を定義するパラメータである。LMS色空間から反対色過程へ三刺激値を計算するには、錐体励起を比較する必要がある。
- 輝度の反対色チャンネルは、3つの錐体すべての合計（および一部の条件では杆体細胞）に等しくなる。
- 赤-緑の反対色チャンネルは、L錐体とM錐体の差に等しくなる。
- 青-黄の反対色チャンネルは、L錐体とM錐体の合計とS錐体の差に等しくなる。

### 神経学的基礎
LMS色空間から反対色過程への色の神経学的変換は、主に視床の外側膝状体で起こると考えられているが、網膜双極細胞でも起こる可能性がある。網膜神経節細胞は、網膜から外側膝状体に情報を運び、外側膝状体には3つの主要な層が含まれる。
- 大細胞（Magnocellular cells）— 主に輝度チャネルを担う
- 小細胞（Parvocellular cells）— 主に赤-緑の対立に関与する
- 顆粒細胞（Koniocellular cells）— 主に青-黄の対立を担う

### 色覚異常
色覚異常は、影響を受ける錐体細胞(プロタン、デュタン、トライタン)または影響を受ける相手チャンネル(赤-緑または青-黄)によって分類される。いずれの場合も、チャンネルは非アクティブ(二色性の場合)またはダイナミックレンジが低くなる可能性がある(異常三色性の場合)。色覚異常の人は、赤と緑のユニーク色相をほとんど見分けられない。

## 歴史

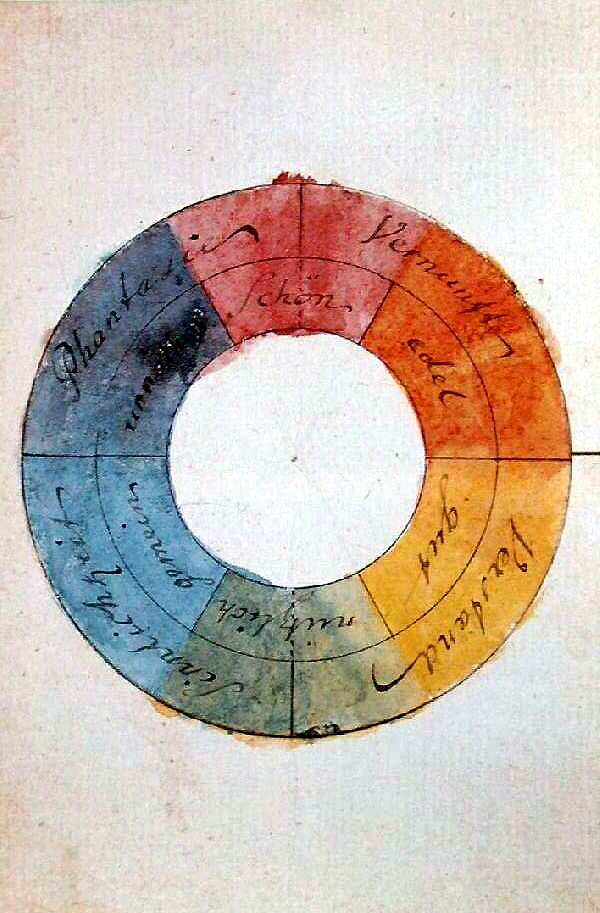
ゲーテの色彩環

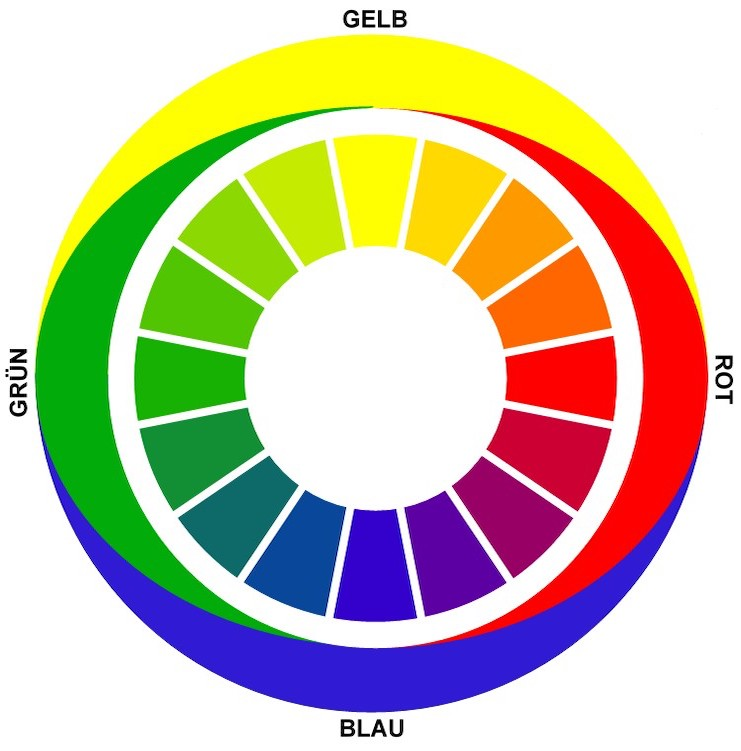
ヘリングの反対色説

ヨハン・ヴォルフガング・フォン・ゲーテは、1810年に『色彩論』で対立する色の生理学的効果を初めて研究した。ゲーテは、彼の色相環を対称的に配置した:「この図で互いに正反対の色は、目の中で互いに相互に呼び起こす色だからである。したがって、黄は紫を要求する。オレンジ、ブルー。赤、緑;したがって、すべての中間グラデーションは互いに呼び起こし合う。
エヴァルト・ヘリングは1878年に反対色説という色覚説を提唱した。『Zur Lehre vom Lichtsinne』（光の感覚の教義について）や『Grundzüge der Lehre vom Lichtsinn』（光感覚の教義の基本）の中での発表であった。彼は、赤、黄、緑、青は、それらが反対のペアで存在するという点、またその他の色はこれらの混合物として説明できる点で特別であると考えた。つまり、赤と緑は同時に知覚されず、緑がかった赤が知覚されることはない。三色説では黄は赤と緑の混合物に過ぎないと説明されるが、目はそのように認識しない。
ヘリングの新しい色覚説は、ヤング＝ヘルムホルツの三色説に対立していた。2つの色覚説は当初相容れないと思われたが、19世紀の終わりにヨハネス・フォン・クリースがゾーン理論を発表し、2つの色覚説を組み合わせた理論を発表した。また、1925年にはクリースに触発されたエルヴィン・シュレーディンガーが、2つの色覚説は数学的に変換可能であることを示した。

### 検証
1957年、レオ・ハーヴィッチとドロシア・ジェイムソンは、ヘリングの理論に心理物理学的な検証を提供した。彼らの手法は色相キャンセレーション法と呼ばれていた。色相キャンセレーション実験は、たとえば黄色などから開始し、色みを感じない中性にするためには反対色の青をどれだけ追加する必要があるかを求める。
1959年、グンナー・スヴァエティチンとマクニコルは魚の網膜から記録し、3つの異なるタイプの細胞について報告した。
- 1つの細胞は、波長に関係なくすべての光刺激に対して過分極で応答し、光度細胞と呼ばれた。
- 別の細胞は、短波長で過分極に応答し、中波長から長波長で脱分極に応答した。これは色度細胞と呼ばれた。
- 3番目の細胞(これも色度細胞)は、かなり短い波長で超分極し、約490nmでピークに達し、約610nmより長い波長で脱分極して応答した。

スヴァエティチンとマクニコルは、色度セルを黄青と赤緑の反対色細胞と呼んた。
同様の色度細胞や反対色細胞は、しばしば空間的対立性(例えば、赤の「オン」が中心で緑の「オフ」が周囲)を組み込んでおり、1950年代から1960年代にかけて、De Valoisら、WieselおよびHubelなどによって脊椎動物の網膜および外側膝状体で発見された。
グンナー・スヴァエティチンの先導に従い、これらの細胞は広く反対色細胞と呼ばれた。次の30年間で、スペクトルに反対する細胞は霊長類の網膜と外側膝状体で報告され続けた。